# Tosin Adarabioyo
Abdul-Nasir Oluwatosin „Tosin“ Oluwadoyinsolami Adarabioyo (* 24. September 1997 in Paddington, London) ist ein englischer Fußballspieler.

## Sportlicher Werdegang
Adarabioyo begann mit dem Vereinsfußball bei Fletcher Moss Rangers und wechselte 2003 in den Nachwuchsbereich von Manchester City. Dort durchlief er alle Nachwuchsmannschaften des Klubs und spielte sich zudem in die Nachwuchsnationalmannschaft der Football Association. 2015 rückte er unter Manuel Pellegrini zeitweise in den Kader der Wettkampfmannschaft und feierte im Februar 2016 im FA Cup sein Pflichtspieldebüt. Unter Pep Guardiola kam er zum Auftakt der UEFA Champions League 2016/17 gegen Steaua Bukarest als Einwechselspieler für John Stones zum Einsatz. Anschließend schwankte er zwischen Wettkampf- und Reservemannschaft, dabei stand er vornehmlich in den Pokalwettbewerben im Kader der ersten Mannschaft. Ohne in der Premier League aufgelaufen zu sein, verlieh ihn der Klub ab 2018 zum Erstligaabsteiger West Bromwich Albion in die EFL Championship. Unter Cheftrainer Darren Moore sowie dessen Nachfolger Jimmy Shan war er über weite Strecken im Kampf um einen Aufstiegsplatz Stammspieler. Für die folgende Spielzeit wurde er erneut an einen Zweitligisten verliehen, dieses Mal verbrachte er die Spielzeit bei den Blackburn Rovers. Auch hier wusste er trotz eines elften Tabellenplatzes im Endklassement zu überzeugen.
Nachdem Adarabioyo im Sommer 2020 zunächst zu Manchester City zurückgekehrt war, kam er dort weiterhin nicht in der Meisterschaft zum Einsatz. Anfang Oktober lotste Trainer Scott Parker ihn während der aufgrund der Auswirkungen der COVID-19-Pandemie in Großbritannien verlängerten Wechselperiode zum Erstligaaufsteiger FC Fulham. Am Ende der Premier-League-Saison 2020/21 stieg er mit dem Klub in die Zweitklassigkeit ab, schaffte aber mit der Mannschaft den direkten Wiederaufstieg. Nach Auslaufen seines Vertrags im Sommer 2024 verließ er den Klub ablösefrei in Richtung Lokalrivale FC Chelsea, wo er einen Vertrag über vier Jahre Laufzeit unterschrieb. In der Meisterschaft gehörte er während der Premier-League-Saison 2024/25 unter Trainer Enzo Maresca nur zum erweiterten Stammspielerkreis, er lief dafür beim Erreichen des Endspiels in der UEFA Conference League 2024/25 regelmäßig auf.